# Kadaň-Prunéřov
Kadaň-Prunéřov – stacja kolejowa obsługująca miejscowość Kadaň, w kraju usteckim, w Czechach. Jest ważnym węzłem kolejowym. Położona jest przy Elektrowni Prunéřov. Znajduje się na wysokości 350 m n.p.m.
Jest zarządzana przez Správę železnic. Na stacji nie ma możliwości zakupu biletów, a obsługa podróżnych odbywa się w pociągu.

## Linie kolejowe
- 140 Chomutov - Karlovy Vary - Cheb
- 164 Kadaň-Prunéřov - Kadaň - Vilémov u Kadaně - Kaštice / Kadaňský Rohozec